# Chuck Cooper (Schauspieler)

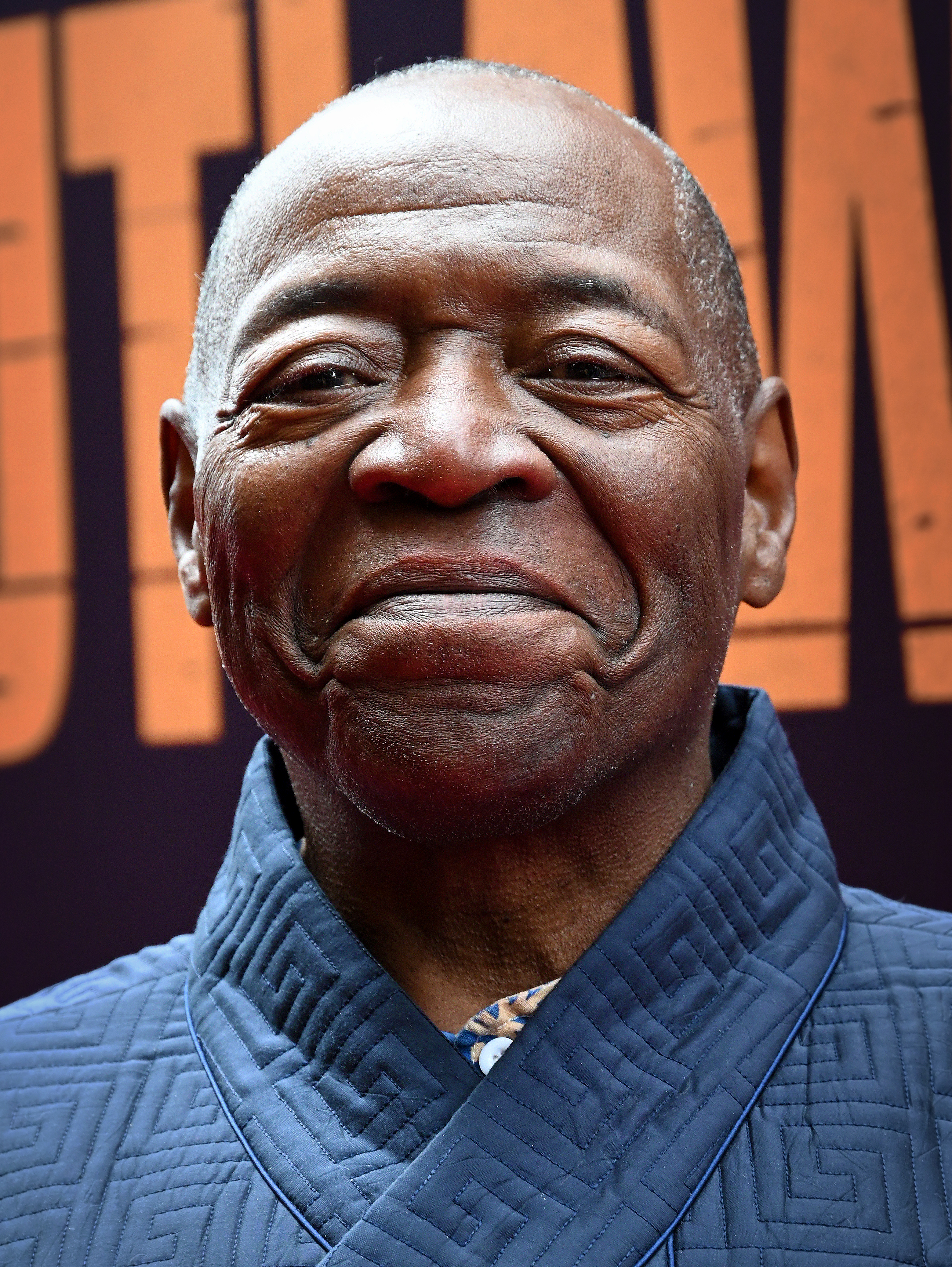
Chuck Cooper (2025)

Chuck Cooper (* 8. November 1954 in Cleveland, Ohio) ist ein US-amerikanischer Schauspieler, Musicaldarsteller und Sänger.

## Leben und Leistungen
Chuck Cooper debütierte als Kind in einer kleinen Nebenrolle im Western Run Home Slow aus dem Jahr 1965. Seine erste Theaterrolle spielte er im Jahr 1983. Weitere Film- und Fernsehrollen erhielt er erst seit der Mitte der 1980er Jahre. Im Fernsehdrama Criminal Justice (1990) mit Forest Whitaker und Anthony LaPaglia spielte er einen Richter. In der Krimikomödie Sein letzter Coup (2000) trat er an der Seite von Christopher Walken, Vera Farmiga und Cyndi Lauper auf. In der Komödie Noise – Lärm! (2007) war er neben Tim Robbins zu sehen. Als Theaterdarsteller gewann er im Jahr 1997 den Tony Award. Seine Tochter Lilli Cooper ist ebenfalls Schauspielerin.

## Filmografie (Auswahl)
- 1965: Run Home Slow
- 1990: Criminal Justice
- 1992: Malcolm X
- 1994: North
- 1996: Nicht schuldig (The Juror)
- 1997: Projekt: Peacemaker (The Peacemaker)
- 1999: Gloria
- 1999: Hurricane (The Hurricane)
- 2000: Our Song
- 2000: Sein letzter Coup (The Opportunists)
- 2001–2002: 100 Centre Street (Fernsehserie)
- 2003: Three Days of Rain
- 2006: Find Me Guilty
- 2006: A Crime
- 2007: Spuren eines Lebens (Evening)
- 2007: American Gangster
- 2007: Noise – Lärm! (Noise)
- 2017–2020: Power (Fernsehserie)
- 2020: Her Voice (Fernsehserie)
- 2023: Poker Face (Fernsehserie)